# Charles West (acteur)
Pour les articles homonymes, voir West et Charles West.
Charles West est un acteur américain né à Pittsburgh (Pennsylvanie) le 30 novembre 1885, et mort à Los Angeles (Californie) le 10 octobre 1943.

## Filmographie partielle
- 1908 : The Christmas Burglars de D. W. Griffith
- 1909 : Love Finds a Way de D. W. Griffith
- 1909 : L'Extravagante Mme Francis (The Fascinating Mrs. Francis) de D. W. Griffith
- 1910 : The Unchanging Sea de D. W. Griffith
- 1910 : Dans les États limitrophes (en) (In the Border States) de D. W. Griffith
- 1910 : Derrière les volets clos (en) (The House with Closed Shutters) de D. W. Griffith
- 1911 : His Trust de D. W. Griffith
- 1911 : Teaching Dad to Like Her de D. W. Griffith et Frank Powell
- 1911 : La Télégraphiste de Lonedale (The Lonedale Operator) de D. W. Griffith
- 1911 : The Battle de D. W. Griffith
- 1912 : For His Son de D. W. Griffith
- 1912 : The Girl and Her Trust (en) de D. W. Griffith
- 1912 : Blind Love de D. W. Griffith
- 1912 : The Lesser Evil de D. W. Griffith
- 1912 : The Massacre de D. W. Griffith
- 1913 : The Mothering Heart de D. W. Griffith
- 1915 : Little Marie de Tod Browning
- 1915 : The Woman from Warren's de Tod Browning
- 1915 : The Burned Hand de Tod Browning
- 1916 : The Temptation of Adam, d'Alfred E. Green
- 1916 : Le Cœur de Nora Flynn (The Heart of Nora Flynn) de Cecil B. DeMille
- 1916 : The Dream Girl de Cecil B. DeMille
- 1917 : The Trouble Buster de Frank Reicher
- 1918 : Revenge de Tod Browning
- 1918 : The Ghost Flower de Frank Borzage
- 1918 : Shackled de Reginald Barker
- 1918 : Wife or Country de E. Mason Hopper
- 1919 : Un jeune homme trop rangé (A Very Good Young Man) de Donald Crisp
- 1920 : Le Système du Docteur Ox (Go and Get It) de Marshall Neilan et Henry Roberts Symonds
- 1922 : Le Réquisitoire (Manslaughter) de Cecil B. DeMille
- 1922 : Love in the Dark d'Harry Beaumont
- 1922 : The Lane That Had No Turning de Victor Fleming
- 1923 : Trois Femmes pour un mari (The Eternal Three)  de Marshall Neilan et Frank Urson
- 1923 : Red Lights de Clarence G. Badger
- 1925 : The Fate of a Flirt de Frank R. Strayer
- 1927 : Le Roi des rois (The King of Kings) de Cecil B. DeMille
- 1929 : Acquitted de Frank R. Strayer
- 1930 : Along Came Youth de Lloyd Corrigan et Norman Z. McLeod
- 1930 : For the Defense de John Cromwell
- 1932 : Law of the West de Robert N. Bradbury
- 1935 : Ville sans loi (Barbary Coast) de Howard Hawks
- 1940 : Les Raisins de la colère (The Grapes of Wrath) de John Ford